# درو كاري
درو كاري أليسون (بالإنجليزية: Drew Carey)‏ (23 مايو 1958) ممثل كوميدي ومقدم برامج مسابقات أمريكي بدأ مشواره الفني عام 1985.

## روابط خارجية
- درو كاري على موقع دبليو دبليو إي (الإنجليزية)
- درو كاري على موقع CageMatch worker (الإنجليزية)
- درو كاري على موقع قاعدة بيانات المصارعة على الإنترنت (الإنجليزية)

- مدونة درو كاري
- درو كاري على موقع IMDb (الإنجليزية)
- درو كاري على موقع روتن توميتوز (الإنجليزية)
- درو كاري على موقع ألو سيني (الفرنسية)
- درو كاري على موقع ميوزك برينز (الإنجليزية)
- درو كاري على موقع تيرنر كلاسيك موفيز (الإنجليزية)
- درو كاري على موقع أول موفي (الإنجليزية)
- درو كاري على موقع قاعدة بيانات الأفلام السويدية (السويدية)
- درو كاري على موقع إن إن دي بي (الإنجليزية)
- درو كاري على موقع ديسكوغز (الإنجليزية)
- درو كاري على موقع قاعدة بيانات الفيلم (الإنجليزية)
- الملف الشخصي لدرو كاري في قاعة مشاهير دبليو دبليو إي